# Coluna de Marciano

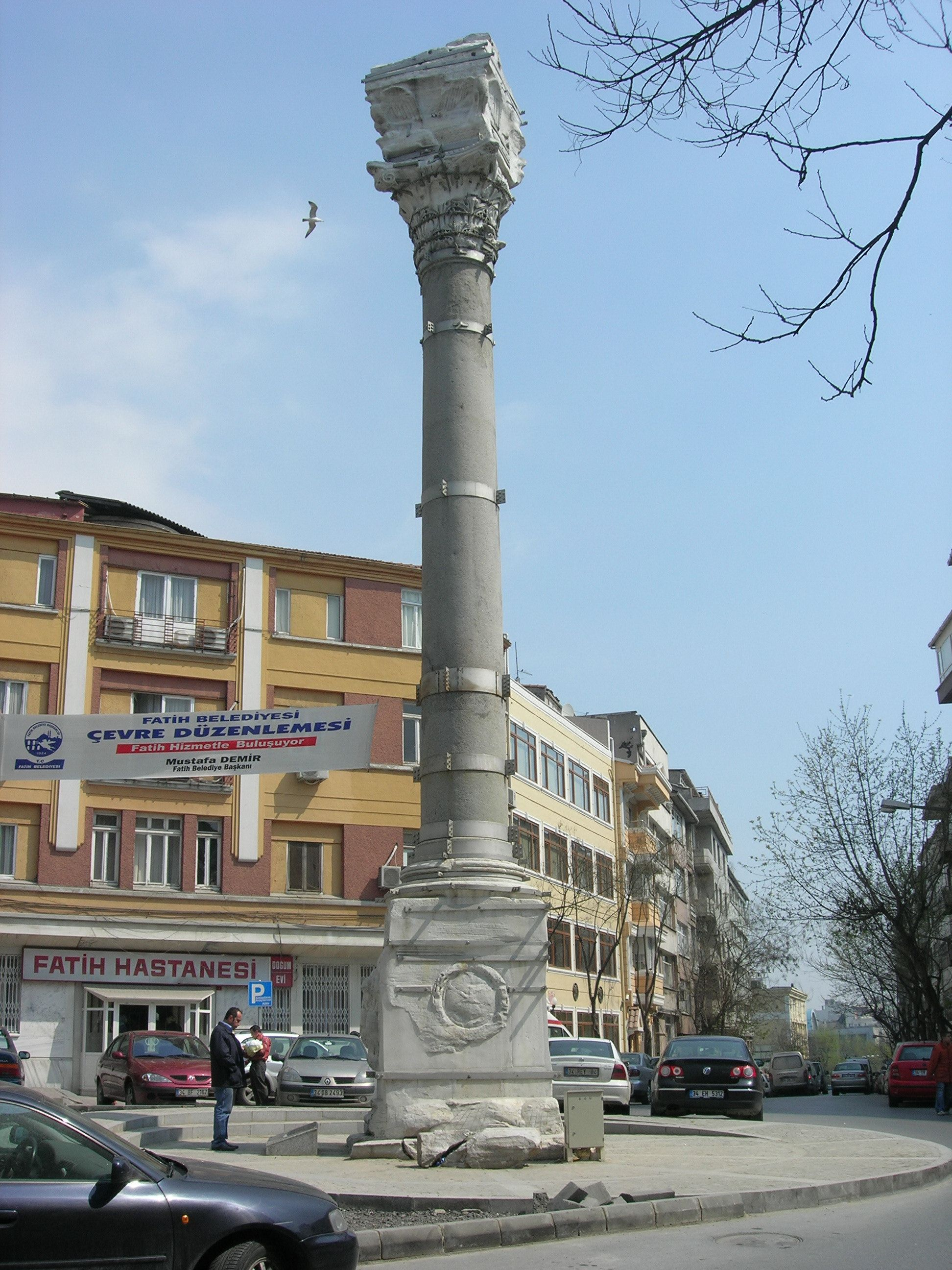
Coluna do imperador Marciano

A Coluna de Marciano (em turco:  Kıztaşı, Coluna da Menina, de kız "menina" e taş "pedra") é um monumento erguido em Constantinopla em 455 dedicado ao imperador Marciano.
Consta de duas peças de granito rosa egípcio. A base é um quadrilátero composto de quatro placas de mármore branco decoradas com cruzes gregas dentro de medalhões em três das faces, e dos gênios (aos que se refere o nome turco da coluna) que sujeitam um globo terrestre. A coluna está coroada por um capitel coríntio, o qual é provável que servira de base a uma estátua de Marciano, à semelhança das colunas de Trajano e de Marco Aurélio em Roma, das quais se tem a certeza que tiveram uma estátua do imperador que comemoravam).
Na face norte existe a seguinte inscrição:
[pr]INCIPIS HANC STATVAM MARCIANI
CERNE TORVMQVE
[praef]ECTVS VOVIT QVOD TATI[anus]
... OPVS
(Observai esta estátua do princeps Marciano e a sua coluna, [erguida] porque o prefeito Taciano fez voto desta obra)